# Botryobasidium stigmatisporum
Botryobasidium stigmatisporum é uma espécie de fungo pertencente à família Botryobasidiaceae.